# كأس بلغاريا 1993–94
كأس بلغاريا 1993–94 (بالبلغارية: Купа на България по футбол 1993/94)‏ هو موسم من كأس بلغاريا. أشرف على تنظيمه اتحاد بلغاريا لكرة القدم، وفاز فيه ليفسكي صوفيا.